# Wildwood (Floryda)
Wildwood – miasto w Stanach Zjednoczonych, w stanie Floryda, w hrabstwie Sumter.

## Demografia
W roku 2000 miasto zamieszkiwały 3924 osoby, a gęstość zaludnienia wynosiła 292,8 osoby/km². W roku 2023 liczba mieszkańców wzrosła do 18 636 osób, a gęstość zaludnienia przekroczyła 1390 osób/km². Na przestrzeni niespełna ćwierćwiecza zaludnienie Wildwood zwiększyło się ponad 4,7-krotnie.